# Mellempolde
Mellempolde er nogle græsbevoksede holme og sandbanker på i alt ca. 12 ha, beliggende på lavt vand i  udmundingen af Randers Fjord, nord for sejlrenden. Mellempolde hører under Sødring Sogn og Randers Kommune. Mellempolde er en del af Sødring Vildtreservat, og der er færdsel forbudt fra 1. april til 15. juli af hensyn til ynglende fugle.
|  | Denne artikel om lokaliteten Mellempolde kan blive bedre, hvis der indsættes et (bedre) billede. Du kan hjælpe ved at afsøge Wikimedia Commons for et passende billede eller lægge et op på Wikimedia Commons med en af de tilladte licenser og indsætte det i artiklen. |

56°36′44.71″N 10°19′24.13″Ø / 56.6124194°N 10.3233694°Ø